# 유나 유가데

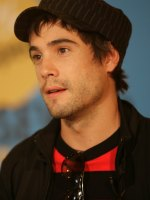

유나 유가데(Unax Ugalde, 1978년 11월 27일 ~ )는 스페인의 배우, 영화배우, 텔레비전 배우이다.
비토리아에서 태어났다.

## 영화
- 오페라시온 콘차 (2017년)
- 라사와 사발라 (2014년)
- 히어즈 더 딜 (2013년) - 루이스 역
- 바이패스 (2012년)
- 바스탄 (2012년)
- 드라큐라 3D (2012년) - 조나단 하커 역
- 테킬라 (2011년)
- 호세마리아 신부의 길 (2011년) - 페드로 역
- 노 컨트롤 (2010년)
- 단지 키스, 맛있는 키스 (2010년) - 다니엘 역
- 희소식 (2008년)
- 체 게바라: 1부 아르헨티나 (2008년) - 바퀘리토 역
- 콜레라 시대의 사랑 (2007년)
- 세비지 그레이스 (2007년)
- 알라트리스테 (2006년)
- 고야의 유령 (2006년) - 엔젤 빌바투아 역
- 퀸즈 (2005년)
- 로사리오 (2005년) - 안토니오 역
- 헥터 (2004년)
- 죽음의 화물선 (2004년) - 이반 역
- 볼베라스 (2002년)